# Obwód Radom Armii Krajowej
Obwód Radom – jednostka terytorialna Związku Walki Zbrojnej, a następnie Armii Krajowej.
Operowała na terenie powiatu radomskiego i nosiła kryptonimy „Cholewa”, „Ogrody”, „Agawa”, „Marian”.
Razem z Obwodem Kozienice wschodziła w skład Inspektoratu Radomskiego Okręgu Radom-Kielce AK („Jodła”).

## Komendanci obwodu
Komendantami obwodu byli:
- kpt. NN ps. „Wiesław” (NN)
- kpt. Józef Wysocki ps. „Lange”
- mjr Wacław Wyziński ps. „Stefan”

## Akcja „Burza”
30 czerwca 1944 Obwód Radom miał w oddziałach pierwszego rzutu 42 plutony pełne i 11 szkieletowych o łącznym stanie 67 oficerów, 72 podchorążych, 425 podoficerów i 2043 szeregowych. Razem 2 607 żołnierzy.
Z kolei w 29 plutonach WSOP miał 1 600 żołnierzy:
- w podobwodzie I – 633,
- w podobwodzie II – 130,
- w podobwodzie III – 238,
- w podobwodzie IV – 141,
- w podobwodzie V – 218,
- w mieście Radom – 240.

Łącznie daje to 4 207 żołnierzy.
Poza plutonami bojowymi i WSOP pozostawało 2 038 osób (w tym 328 kobiet zorganizowanych w Wojskowej Służbie Kobiet).
W sumie więc 30 czerwca 1944 Obwód Radom miał zorganizowanych 6254 żołnierzy (w tym 74 oficerów, 106 podchorążych i 776 podoficerów).